# Anglikán Közösség

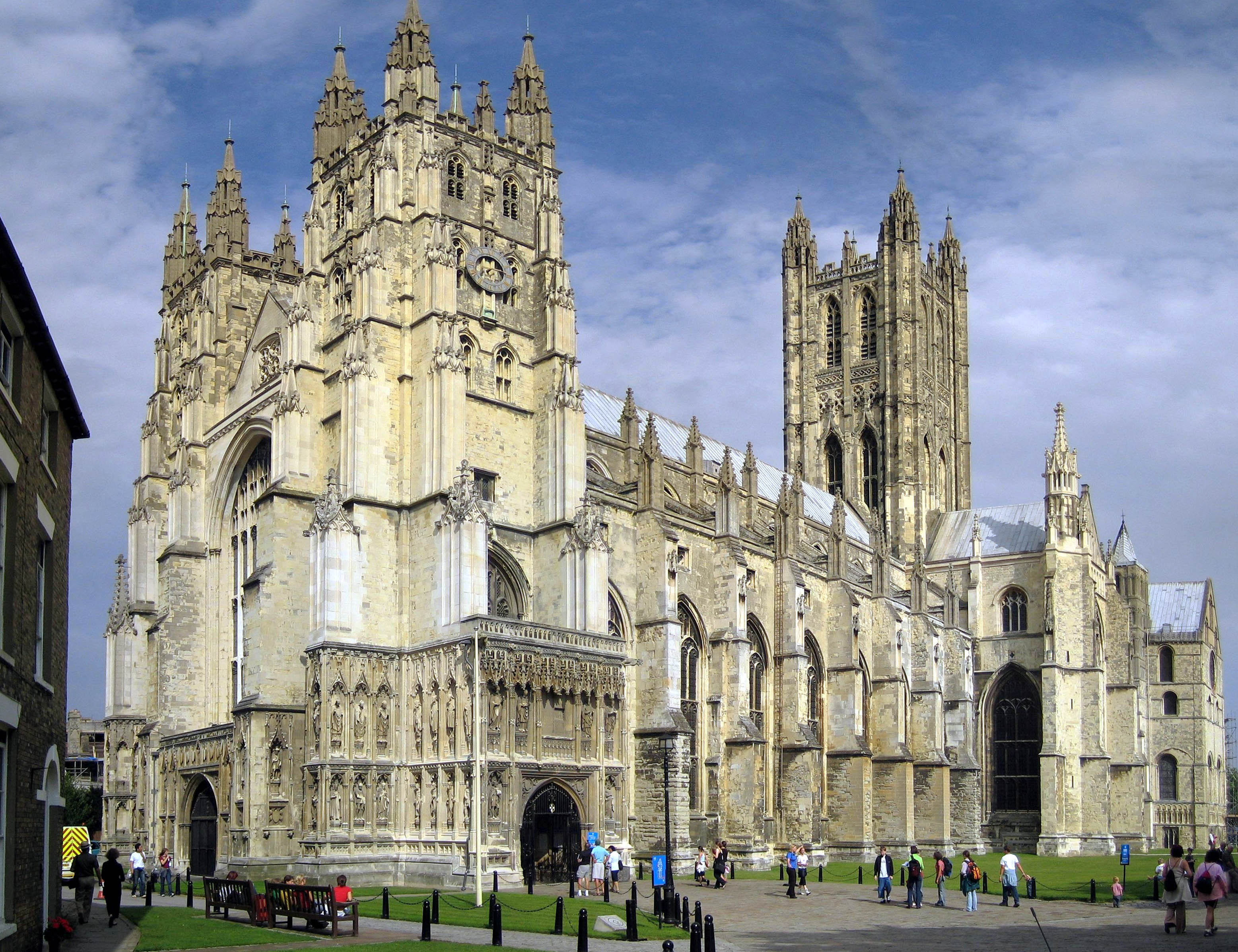
A canterburyi katedrális

Az Anglikán Közösség (angol: Anglican Communion)  egy világméretű keresztény egyházi közösség, a nemzeti anglikán egyházak nemzetközi társulása. Főleg az Egyesült Királyságban és az angol nyelvű országokban van jelen.
Nem létezik egy „Anglikán Egyház” a nemzeti vagy regionális egyházak felett, amelyek teljes autonómiát élveznek. „Anglikán Egyház” alatt magyarul a Church of Englandet szokták érteni, „anglikán egyház” kisbetűkkel azonban az Anglikán Közösség bármely tagja lehet.
Mint a neve is sugallja, tagjai teljes kommunióban élnek a Church of Englanddel, az első anglikán egyházzal, amely anyaegyházuknak is tekinthető, illetve annak főpapjával, Canterbury érsekével. A teljes kommunió azt jelenti, hogy kölcsönösen egyetértenek bizonyos alapvető doktrínákban és a Közösség egyházainak tagjai részt vehetnek a többi egyház rítusaiban.
Több mint 80 millió tagjával az egyik legnagyobb keresztény közösség.
Egyes tagegyházai nevükben is őrzik anglikán eredetüket, mások, mint az Amerikai Egyesült Államok Episzkopális Egyháza, a Skót Episzkopális Egyház vagy a Church of Ireland („Írország Egyháza”) más neveket választottak. Minden tagegyháznak megvan a maga dogmatikája és liturgiája, a legtöbb esetben a Church of England hagyományaira támaszkodva. Minden egyháznak saját döntéshozó folyamatai és püspöki hierarchiája van, saját főpapjuk vezetése alatt.
Canterbury érseke, az anyaegyház feje nem rendelkezik hivatalos hatalommal saját egyházán kívül, a Közösség azonban szimbolikus vezetőjének tekinti. A többi főpap közt primus inter pares, „első az egyenlők közt”.
Az Anglikán Közösség az Egy, Szent, Katolikus és Apostoli Egyház (Notae ecclesiae) részének tekinti magát, egyszerre katolikusnak és reformáltnak. Követői egy része pápa nélküli katolicizmusként tekint rá, mások számára egy fajta protestantizmus, de domináns alapító alak nélkül, mint amilyen Luther, Knox, Kálvin, Zwingli vagy Wesley voltak. Megint mások számára az anglikanizmus a kettő egyfajta ötvözete. Mindenesetre a gondolkodások és gyakorlatok széles skáláját öleli fel, az evangelicizmustól és a liberális kereszténységtől az anglokatolicizmusig.

## Ekkléziológia, struktúra, ethosz
Jogi értelemben nem létezik Anglikán Közösség, nincsenek vezetői sem, akik hatalmat gyakorolhatnának a tagegyházak felett. A canterburyi érsek égisze alatt van egy Anglikán Közösségi Iroda Londonban, de ennek csak támogató, szervező szerepe van. A Közösséget nem szervezeti struktúra, hanem a közös örökség tartja össze, amely az ekkléziológiában, a belső szervezetben, az ethoszban és a nemzetközi konzultációs szervezetekben való együttműködésben nyilvánul meg.
A kommunió összetartásában három közös alapelv viszi a főszerepet. Az egyik a tagegyházak hasonló struktúrája, amely az episzkopális (püspöki) hierarchiára, az apostoli utódlás elvére és a zsinati kormányzásra épül. A második az Isten imádásában kifejeződő vetett hit, amely fontosságot tulajdonít az elfogadott imakönyveknek és szövegeiknek. A harmadik elem a Közösség ethoszát befolyásoló dokumentumok és teológiai művek összessége.
A Rómától való elszakadást követően hamar az Anglikán Egyház angol nyelvű imakönyvet fejlesztett ki (Book of Common Prayer), amely nagy jelentőségre tett szert. Más tradícióktól eltérően, az anglikán egyházat nem irányította tanítóhivatal, alapító teológus, vagy a Credo feletti dogmagyűjtemény, mint a Presbiteriánus Egyház Westminsteri Hitvallása. Ehelyett az anglikánok a teológiát és vallásgyakorlatot illetően tipikusan a Book of Common Prayerre és utódaira támaszkodnak. Emiatt visszatérő eleme az anglikán identitásnak és hitvallásnak a lex orandi, lex credendi elve („az imádság törvénye a hit törvénye”).
A 17. században az egyik oldalon a radikálisabb protestánsokkal, a másik oldalon a pápát elismerő katolikusokkal való elhúzódó konfliktusok közelebb vonták egymáshoz azokat az egyházakat, amelyek szándékosan nem voltak dogmatikailag szigorúak, ugyanakkor bátrak voltak a megengedhető eltérések paramétereinek kidolgozásában. Ezeket artikulálták az egymást követő imakönyvek kiemelései és az 1563-as Harminckilenc Cikkely a Vallásról. A Cikkelyek, bár sosem voltak kötelezőek, jelentős hatást gyakoroltak a Közösség ethoszára és erre ráerősítettek értelmezéseik és kiterjesztésük olyan befolyásos korai teológusok által, mint Richard Hooker, Lancelot Andrewes, John Cosin és mások.
A Brit Birodalom növekedésével az anglikanizmus Nagy-Britannián és Írországon kívül is egyre több helyen vert gyökeret, így a Közösség az egység új eszközeinek megteremtésén fáradozott. E törekvés első jelentős kifejeződése volt a püspökök lambethi konferenciáinak hagyománya, amely a Charles Longley canterburyi érsek által először 1867-ben összehívott találkozóval vette kezdetét. E találkozók kezdettől nem a megjelenő új anglikán tartományok alávetését célozták, hanem a közös gondolkodás platformjának megteremtését.

## A Chicago-Lambeth-négyszög
E konferenciák korai határozatai közül az egyik tartós hatású a Chicago-Lambeth-négyszög volt. Az eredeti szándék szerint a Római Katolikusokkal és az ortodox egyházakkal való újraegyesüléshez adott volna alapokat, valójában azonban az anglikán identitás paramétereit alkotta meg. A négy elv:
1. A Szentírás, az Ó- és Újtestamentum, amely 'mindent tartalmaz, ami szükséges az üdvözüléshez', a hit szabálya és végső sztenderdje.
2. Az apostoli hitvallás, mint keresztelési szimbólum; a niceai hitvallás, mint a keresztény hit elegendő megvallása.
3. A két maga Krisztus által megszentelt szentség – a keresztelés és az úrvacsora –, Krisztus szavainak és az általa megszentelt elemekkel alkalmazva.
4. A történelmi episzkopátus az Isten által egyháza egységébe hívott nemzetek és népek helyi igényeihez alkalmazva.

## A Kommunió eszközei
A Közösségnek jogilag nincs nemzetközi szervezete. A canterburyi érsek személye egyesítő, de csak szigorúan szimbolikus értelemben. A Közösség három nemzetközi szervezete konzultációs jellegű, határozataiknak nincs kötelező érvénye a Közösség tartományaira. E négy a Közösség „eszközeiként” szolgál, mivel valami tagegyház részt vesz bennük. Időrendi sorrendben az eszközök a következők:
1. Canterbury érseke (ab origine) a Közösség szellemi vezetője. Ő az egység fókuszpontja, mivel nincs olyan egyház, amely a Közösség tagjának tartaná magát anélkül, hogy vele is kommunióban lenne. A jelenlegi érsek Justin Welby.
2. A lambethi konferenciák (az első 1867-ben) a legrégebbi anglikán nemzetközi konzultáció. A Közösség püspökei vesznek benne részt hogy megerősítsék az egységet és a kollegialitást az episzkopátus manifesztálásával, és hogy irányelvül szolgáló határozatokat hozzon. Körülbelül tízévente tartják, a canterburyi érsek meghívására.
3. Az Anglikán Konzultációs Tanácsot (először 1971-ben) az 1968-as lambethi konferencia határozata hívta életre és általában háromévente ülésezik. A 38 provinciaban választott képviselőkből – püspökökből, papokból és világiakból – áll. Állandó titkársága van, az Anglikán Közösségi Iroda (Anglican Communion Office), amelynek Canterbury érseke az elnöke.
4. Az Anglikán Közösség Főpapi Találkozója (először 1979-ben) a nemzetközi egyeztetés legfiatalabb fóruma, amelyet először Donald Coggan érsek hívott össze „a könnyed gondolkodásra, imára és mély konzultációra”.

Mivel a Közösségen belül nincs kötelező tekintély, e nemzetközi szervezetek a konzultáció és a meggyőzés terepei. Az utóbbi években a meggyőzés komoly vitáknak adta át a helyét az alkalmazkodásról a dogmák, a fegyelem, a hitgyakorlat és az etika bizonyos területein. A legismertebb példa a Közösség több tartományának (főként Afrikáé és Ázsiáé) tiltakozása a homoszexuálisok szerepének változása ellen az észak-amerikai egyházakban (pl. az azonos nemű párok megáldása), illetve az ellen, ahogy e változások történtek. A tiltakozók a Szentírással ellenkezőnek, egyoldalúnak mondták ezeket, olyan lépéseknek, amelyek a Közösség előzetes egyeztetése nélkül történtek. Az Egyesült Államok Episzkopális Egyháza és a Kanadai Anglikán Egyház válasza e kritikákra az volt, hogy e változásokra a Szentírás és a teológia alapos tanulmányozása után került sor, az érintett egyházak kánonjoga alapján és a Közösség tartományaival való kiterjedt konzultációt követően.

## Fordítás
- Ez a szócikk részben vagy egészben  az   Anglican Communion című angol Wikipédia-szócikk ezen változatának fordításán alapul.  Az eredeti cikk szerkesztőit annak laptörténete sorolja fel. Ez a jelzés csupán a megfogalmazás eredetét és a szerzői jogokat jelzi, nem szolgál a cikkben szereplő információk forrásmegjelöléseként.